# Turure
Turure es una localidad de Trinidad y Tobago, que forma parte de la región de Sangre Grande.

## Geografía
La localidad abarca parte de la isla Trinidad y limita al norte y oeste con Valencia, al sur con Guaico y Sangre Grande y al este con Sangre Grande.

## Demografía
Datos demográficos de la localidad de Turure:
| Gráfica de evolución demográfica de Turure entre 2000 y 2011 |
|                                                              |